# Kobilje
Kobilje (em húngaro:  Kebeleszentmárton; em prekmuro: Kobileé) um município da Eslovênia. A sede do município fica na localidade de mesmo nome.